# Otto Tumlirz
Otto Tumlirz oder Ota Tumlíř (* 23. Juli 1890 in Rosenberg; † 3. Januar 1957 in Graz) war ein österreichischer Psychologe und Pädagoge.

## Leben
Während seines Studiums wurde Tumlirz Mitglied beim Verein Deutscher Studenten Graz.
Er unterrichtete ab 1930 als Nachfolger des Philosophen und Pädagogikers Eduard Martinak als Professor an der Universität Graz. 1936/37 war er Dekan der Philosophischen Fakultät.
Er war ein engagierter Vertreter der Rassenideologie des NS-Regimes. Er wurde in der NS-Zeit Vorstand des Pädagogischen Seminars, 1944 übernahm er das neu errichtete Psychologische Institut an der Universität Graz.
Nach dem erzwungenen Abgang Karl Bühlers 1938 in Wien wurde dessen Lehrstuhl zunächst von Tumlirz suppliert; er erhielt aber nicht den Ruf als Nachfolger Bühlers, sondern die Professur ging am 1. April 1939 an den Königsberger Volkskundler Gunther Ipsen. Somit war der Psychologie der wichtigste Lehrstuhl in der sog. Ostmark verloren gegangen. Allerdings hat Ipsen, er war vom Frühsommer 1939 an als Offizier zur Wehrmacht eingerückt, in Wien nie unterrichtet. Nach Kriegsbeginn lotste er vielmehr seinen früheren Königsberger Kollegen Arnold Gehlen auf ein Philosophie-Ordinariat nach Wien, dem schließlich in Vertretung Ipsens die kommissarische Leitung des Wiener Psychologischen Instituts übertragen wurde.
Turmlirz scheint auch bei der Salzburger Heerespsychologie mitgearbeitet zu haben, die ab 1. Juli 1939 von Heinrich Roth als wissenschaftlichem Leiter geführt wurde. Roth ist im Gegenzug von der Universität Graz zum Prüfungsmitglied für die Diplompsychologenprüfung bestellt worden.
Turmlirz ließ an seinem Bekenntnis zum Nationalsozialismus keinen Zweifel; er war bereits im September 1937 illegales Mitglied der NSDAP und hielt im Wintersemester 1938/39, also im Jahr des Anschlusses, eine Vorlesung zu dem Thema Die Gedanken des Führers und ihre Verwirklichung im Dritten Reich. Am 27. Mai 1938 beantragte er die reguläre Aufnahme in die Partei und wurde rückwirkend zum 1. Mai aufgenommen (Mitgliedsnummer 6.272.108). 1940 war es dann die Vorlesung Anthropologische Psychologie auf rassischer Grundlage und 1944 hielt er Rassendiagnostische Übungen ab. Massive Elemente der NS-Ideologie finden sich auch in Otto Tumlirz’ Hauptwerk Anthropologische Psychologie von 1939 wieder: 

„Diese neue geistige Umwelt, die sich auf den nordischen Gedanken der Rassenreinheit […] aufbaut, kann jedoch […] nur auf jene Rassen wirken, die der nordischen Blutsgemeinschaft angehören oder ihr in ihren Wesenszügen nahestehen. Es ist daher ausgeschlossen, dass Juden oder andere Fremdrassige eine Wesensprägung im nationalsozialistischen, also im deutschen Geiste erfahren können, da ihre Rasseanlagen diesem Geiste widerstreben.“

„Zwei Gruppen von Grundformen des menschlichen Seins … von besonderer Wichtigkeit, die Unterschiede zwischen den Geschlechtern und zwischen den Rassen.“

Tumlirz wurde im Juni 1945 im Zuge der Entnazifizierung als Universitätsprofessor pensioniert und erhielt eine leicht gekürzte Pension. 1948 erhielt er den Auftrag, als psychologischer Berater des Steirischen Landesjugendamtes und gerichtlicher Sachverständiger „besonders schwierige Fälle von Fürsorgezöglingen psychologisch zu begutachten“. In dieser Funktion bearbeitete er die Akten von 880 Fürsorgezöglingen, die zum Teil auch in seine Arbeit über die „Jugendverwahrlosung“ einflossen. Ab 1952 durfte er wieder lehren. Ein Gesinnungswandel hatte bei ihm nicht stattgefunden, davon zeugen die von ihm verfassten, nach dem Krieg nur unwesentlich verändert wieder aufgelegten Werke, wie Tumlirz’ Anthropologische Psychologie, in der immer noch von „seelischen Rassenunterschieden“ die Rede war, wenn auch statt Hitler nun Cäsar als Beispiel diente.
Er ist auf dem St.-Leonhard-Friedhof in Graz beigesetzt.

## Publikationen
- Probleme der Charakterologie, 1928.
- Pädagogische Psychologie, 1930.
- Jugendpsychologie der Gegenwart, 1933.
- Antropologische Psychologie, Junker und Dünnhaupt, Berlin 1939.
  - Zweite, stark erweiterte Auflage: Ernst Reinhardt, München/Basel 1955.
- Abriss der Jugendkunde und Charakterkunde, 1940.
- Die Jugendverwahrlosung. Ihre psychologischen, pädagogischen und sozialen Probleme, Graz/Wien 1952.